# 성전관철의원연맹
성전관철의원연맹(일본어: 聖戦貫徹議員連盟 세이센칸테츠기인렌메이[*])은 1940년(쇼와 15년) 2월 사이토 타카오가 중의원에서 행한 반군(反軍)연설을 계기로, 군부를 지지하는 의원들이 동년 3월 25일 결성했던 초당파적 의원모임이다.:171 동년 8월 6일 상임간사회에서 정당해소의 측면적 역할을 했다며 해산을 결정, 새로운 조직인 신체제촉진동지회에 합류하기로 결정했다.